# Kościoły ewangelickie w II Rzeczypospolitej

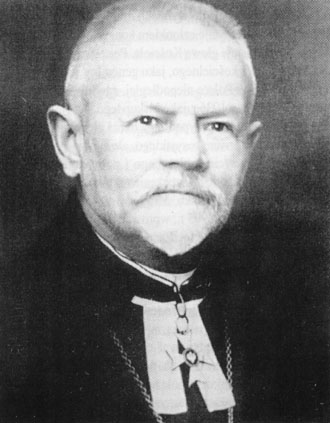
Biskup Juliusz Bursche

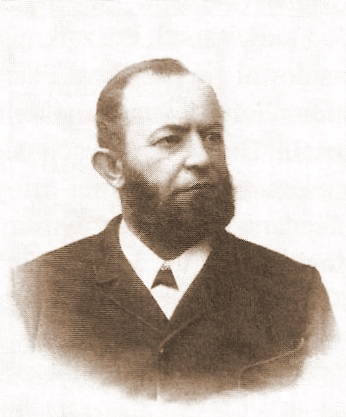
Superintendent Hermann Fritsche

Kościoły ewangelickie w II Rzeczypospolitej – w okresie istnienia II Rzeczypospolitej do działających na jej terytorium Kościołów ewangelickich należało około 800 tys. wiernych, z których 70% stanowili etniczni Niemcy. Największy odsetek ewangelików zamieszkiwał województwa zachodnie, gdzie stanowili oni 5,9–9,7% całej ludności. Stosunkowo duży procent społeczeństwa tworzyli także w województwie łódzkim (7,1%) i warszawskim (3,7%).

## Geneza
Po odzyskaniu niepodległości przez Polskę, nastąpiła reorganizacja działania Kościołów protestanckich znajdujących się na terenie nowego państwa. Tylko Kościoły z terenu byłego zaboru rosyjskiego mogły zachować poprzedni ustrój, gdyż wszystkie parafie im podległe znalazły się na terenie II Rzeczypospolitej, a siedzibami ich władz zwierzchnich pozostawały Warszawa lub Wilno.
W odmiennej sytuacji znalazły się parafie z terenu zaborów austriackiego i pruskiego, odcięte od swoich macierzystych Kościołów. Parafie z ich terenu w dużej mierze tworzone były przez niemieckich wiernych, którzy dążyli do zachowania ich niezmienionego charakteru etnicznego. Postanowiono o oddzieleniu ich od dawnych Kościołów z siedzibami w Wiedniu i Berlinie oraz utworzeniu niezależnych związków wyznaniowych działających w granicach Polski.
Z parafii dawnego Ewangelickiego Kościoła Unii Staropruskiej powstał Ewangelicki Kościół Unijny w Polsce, a zbory z terenu Górnego Śląska utworzyły Ewangelicki Kościół Unijny na polskim Górnym Śląsku. Staroluterańskie parafie powołały Kościół Ewangelicko-Luterski w Polsce Zachodniej. W 1922 r. zbory dawnej Superintendentury Galicji i Bukowiny Kościoła ewangelickiego austriackiej Przedlitawii zerwały związek z kościołem austriackim – został założony Kościół Ewangelicki Augsburskiego i Helweckiego Wyznania w Małopolsce.
Zbory z terenu Śląska Cieszyńskiego wyraziły chęć dołączenia do Konsystorza Ewangelicko-Augsburskiego w Warszawie, co uczyniono poprzez podpisanie odpowiedniego aktu 20 grudnia 1918 r. Przeciwne temu były trzy niemieckojęzyczne zbory w Bielsku, Starym Bielsku i Międzyrzeczu Górnym, które wolały stać się częścią Ewangelickiego Kościoła Unijnego na polskim Górnym Śląsku. Ich przedstawiciele wyrażali taką chęć jeszcze w 1922 roku celem zachowania charakteru niemiecko-ewangelickiego', do czego jednak nie doszło, a parafie te pozostały w strukturach Kościoła ewangelicko-agsburskiego.

## Kościoły ewangelickie działające w Polsce w okresie międzywojennym
- Kościół Ewangelicko-Augsburski (luterański) – główne skupiska jego wiernych stanowił Śląsk Cieszyński, Łódź i powiat łucki. Nowe zbory powstawały w Wielkopolsce i na Pomorzu, głównie w celu objęcia posługami religijnymi ewangelików narodowości polskiej. W 1939 r. liczył około 500 tys. wyznawców, z czego 200 tys. stanowili Polacy. Dzielił się na 10 diecezji, 118 parafii i 40 filiałów. Siedziba władz zwierzchnich znajdowała się w Warszawie, na jego czele stał ks. biskup dr Juliusz Bursche[1]. Władzom Kościoła podlegali żyjący na terenie dawnego zaboru rosyjskiego mennonici[3].
- Ewangelicki Kościół Unijny w Polsce – działał na terenie zachodnich województw kraju. W 1933 r. posiadał około 300 tys. wiernych, 202 duchownych i 404 zbory. Siedzibą władz był Poznań. Kościół posiadał niemal wyłącznie niemiecki charakter narodowościowy, polscy wierni zamieszkiwali powiat ostrowski, kępiński i Działdowo[1].
- Ewangelicki Kościół Unijny na polskim Górnym Śląsku – posiadał niemiecki charakter, pomimo licznych wiernych polskiej narodowości. Posiadał około 40 tys. członków, 25 parafii i 25 duchownych. Siedzibą władz znajdowała się w Katowicach, a zwierzchnik był prezydent pastor dr Herman Voss[1].
- Kościół Ewangelicko-Luterski w Polsce Zachodniej – w 1920 r. oddzielił się od dotychczasowych władz zwierzchnich we Wrocławiu. W 1933 r. zrzeszał około 5 tys. wiernych i 26 parafii z 6 duchownymi. Poza zborem w Czarnymlesie parafie kościoła miały charakter niemiecki. Siedziba władz znajdowała się w Rogoźnie[1].
- Kościół Ewangelicki Augsburskiego i Helweckiego Wyznania w Małopolsce – zrzeszał wiernych z terenu województwa krakowskiego, lwowskiego, stanisławowskiego i tarnopolskiego. W 1922 r. oddzielił się od konsystorza w Wiedniu. Był konfederacją zborów luterańskich i reformowanych, podzielonych między trzy senioraty augsburskie i jeden kalwiński[1]. W 1925 r. liczył około 31,5 tys. wiernych. W drugiej połowie lat 30. XX wieku należały do niego 24 zbory, obsługiwane przez 20 duchownych. Do 1924 r. siedzibą kościoła mieściła się Białej Krakowskiej, a jego superintendentem był ks. Hermann Fritsche. Później siedzibę przeniesiono do Stanisławowa, a funkcję superintendenta pełnił ks. Theodor Zöckler[4].
- Warszawski Kościół Ewangelicko-Reformowany – był kościołem etnicznie polskim z niewielką grupą wyznawców narodowości czeskiej. W 1933 r. liczył około 10 tys. wiernych. Posiadał 11 zborów, obsługiwanych przez 7 duchownych. Siedziba władz zwierzchnich znajdowała się w Warszawie[1].
- Wileński Kościół Ewangelicko-Reformowany – działał na terenie województwa wileńskiego, białostockiego i wołyńskiego. W 1938 r. powołano filiał w Warszawie. Główna parafia kościoła działała w Wilnie, tam też mieściła się siedziba jego władz. W 1936 r. zrzeszał około 11 tys. wiernych, 10 duchownych, 3 misjonarzy, 11 zborów i 10 filiałów[1].